# Bulbophyllum cirrhosum
Bulbophyllum cirrhosum är en orkidéart som beskrevs av Louis Otho Otto Williams. Bulbophyllum cirrhosum ingår i släktet Bulbophyllum och familjen orkidéer. Inga underarter finns listade i Catalogue of Life.